# Armeense rapsodie nr. 1
De Armeense rapsodie nr. 1 is een compositie van de Armeens / Schotse componist Alan Hovhaness. Het werk is gebaseerd op Armeense volksliedjes, een navolging van Béla Bartók en Zoltán Kodály, die dat met Hongaarse liederen deden. De componist verzorgde zelf de eerste uitvoering met het Boston Symphony Orchestra op 17 juni 1944. Er volgden nog:
- Armeense rapsodie nr. 2 (opus 51) en
- Armeense rapsodie nr. 3 (opus 189).

De nummer 1 voert terug op een liedje dat boeren zongen tijdens het ploegen. De rapsodievorm komt tot stand door drie Armeense dansen toe te voegen.

## Orkestratie
- percussie
- violen, altviolen, celli, contrabassen

## Discografie
- Uitgave Crystal Records: Crystal Kamerorkest (waarschijnlijk gelegenheidsorkest) o.l.v. Ernest Gold; een opname van 1975 in Los Angeles
- Uitgave Koch International: Seattle Symphony o.l.v. Gerard Schwarz; een opnamen uit juni 1996 (niet meer verkrijgbaar)